# Голубка (рассказ)
«Голубка» — рассказ Патрика Зюскинда. Опубликован в 1987 году. Рассказ об одном дне из жизни «маленького человека».

## Сюжет
«Когда произошла эта история с голубем, перевернувшая вверх дном его однообразную жизнь, Джонатану Ноэлю было уже за пятьдесят. Он, оглядываясь назад на абсолютно бессобытийные двадцать лет своей жизни, не мог себе даже представить, что с ним вообще может произойти что-либо существенное, разве что только смерть».
После двух событий, произошедших в детстве (депортация родителей в концлагерь и неудачный брак), о которых Джонатан Ноэль предпочитает не вспоминать, Джонатан находит удовольствие в жизни, лишённой всяких событий. Он переезжает в Париж: там он устраивается на работу служащим банком и находит себе комнату. Многие годы он снимает эту комнату, и хотя жить в ней не очень удобно, Джонатану она кажется самым надёжным местом. Ещё чуть-чуть, и он выкупит её у хозяйки: и тогда, считай, однообразная жизнь гарантирована. Жизнь он ведёт однообразную и порядочную, предпочитая добровольное одиночество. Но в пятницу августовским утром 1984 года перед дверью его комнаты появляется голубь. Это событие нарушает весь его однообразный образ жизни. Он понимает, что жить с голубем он не сможет: голубь олицетворяет собой хаос и анархию, и он решает, что стоит некоторое время жить в другом месте, так как он не вынесет присутствия какой-то птицы вблизи него. Собравшись и взяв с собой всё самое нужное, он осмеливается выйти из комнаты, считая, что больше у него не получится в неё вернуться. 
По дороге в банк, он сообщает о голубе консьержке, но надежда на то, что она сможет что-то исправить, у него тает. 
В этот день всё идёт не так: утром он не услышал сигнал приближающегося автомобиля директора банка, что было для него ужасно. В обеденный перерыв он снимает самый дешёвый номер в гостиницы на Рю-Сент-Плясид, но тут случается ещё одно ужасное событие: в парке у него случайно порвались штаны. Днём, стоя перед банком с порванными штанами (и стараясь сделать так, чтобы этого никто не заметил), всё идёт не лучше. Джонатан начинает так ненавидеть себя, что его ненависть изливается на весь окружающий мир. Он хочет расстрелять всех и каждого, но потом понимает, что он не преступник. Ему хочется, чтобы всё поскорее кончилось. 
После рабочего дня он гуляет, чтобы успокоиться. Голодный и уставший он возвращается в гостиницу. Там он ест и ложится спать, думая, что жизнь его кончена и что это его последняя ночь.  
Ночью идёт сильная гроза. Джонатану кажется, что мир тонет. Тогда он воображает себя ребёнком, который сидит в подвале родительского дома, а снаружи идёт война. От чувства покинутости, он понимает, что не может жить без других людей. Начался дождь. Джонатан встаёт и уходит обратно домой. 
Голубь исчез.

## Интерпретация
В рассказе Зюскинд описывает человека, который, желая забыть поразившие его в детстве события и в дальнейшем не испытывать подобных потрясений, изолирует себя от них, предпочитая вести жизнь безо всяких событий.
Но случай с голубем выводит Ноэля из обычной колеи, и он снова оказывается перед лицом потрясения. Все эти незначительные события так поразили его потому только, что долгая однообразная жизнь загладила всякий опыт переживаний. Опасаясь подобного стресса, он создал для себя своё жилище, свою маленькую комнатку, в которой он будет в безопасности. Он разрывает всякое общение с людьми, не хочет, чтобы кто-нибудь знал о нём, и каждое излишне близкое отношение к себе интерпретирует как вмешательство в личную жизнь. Поэтому такие банальные события, которые нормальному человеку покажутся незначительными, вызвали у главного героя столько бурной реакции. 
Сам Зюскинд ведёт очень скромный образ жизни и не терпит посягательств в личное пространство. В предисловии к «Контрабасу», он пишет:
... я также значительную часть своей жизни провожу в маленьких комнатах, которые покидаю с большой неохотой. Но я надеюсь, что однажды найду такую комнату, которая будет настолько мала и тесна, что я устану от одиночества.
Отсюда можно сделать вывод, что автор представляет в рассказе себя или по крайней мере какие-то автобиографические черты.

## Персонажи
Джонатан Ноэль. Главный герой. Теряет родителей во время войны, растёт у дяди. Женится на женщине, которая спустя четыре месяца уходит от него к тунисскому торговцу овощами из Марселя. Он решает проводить свою жизнь в одиночестве и спокойствии, чтобы не испытывать в дальнейшем потрясений.
Мари Бакуш. Жена Джонатана. Была беременна ещё до того, как вышла за Джонатана замуж и спустя четыре месяца ушла от него к тунисскому торговцу овощами из Марселя.
Мадам Лассаль. Хозяйка комнаты, которую снимает Джонатан. Она хочет её ему продать.
Мадам Рокар. Консьержка, с которой Джонатан на протяжении десяти лет он не обмолвился ни словом, кроме «добрый день, мадам» и «добрый вечер, мадам» и еще «спасибо, мадам», когда она отдавала ему почту. Излишне любопытна.
Мосьё Вильман. Заместитель директора банка, в котором работает Джонатан.
Мадам Рок. Старшая кассирша в банке.
Мосьё Редельс. Директор банка, лимузин которого Джонатан должен пропускать каждое утро.
Клошар (бродяга). Сначала Джонатану он послужил символом свободы, но когда однажды он увидел, как тот справляет нужду на улице, бродяга стал казаться ему отвратительным.
Мадам Топель. Портниха, к которой Джонатан обращается, чтобы она починила ему брюки. Но из-за работы она не может сделать это только через три недели.